# Sara Levy

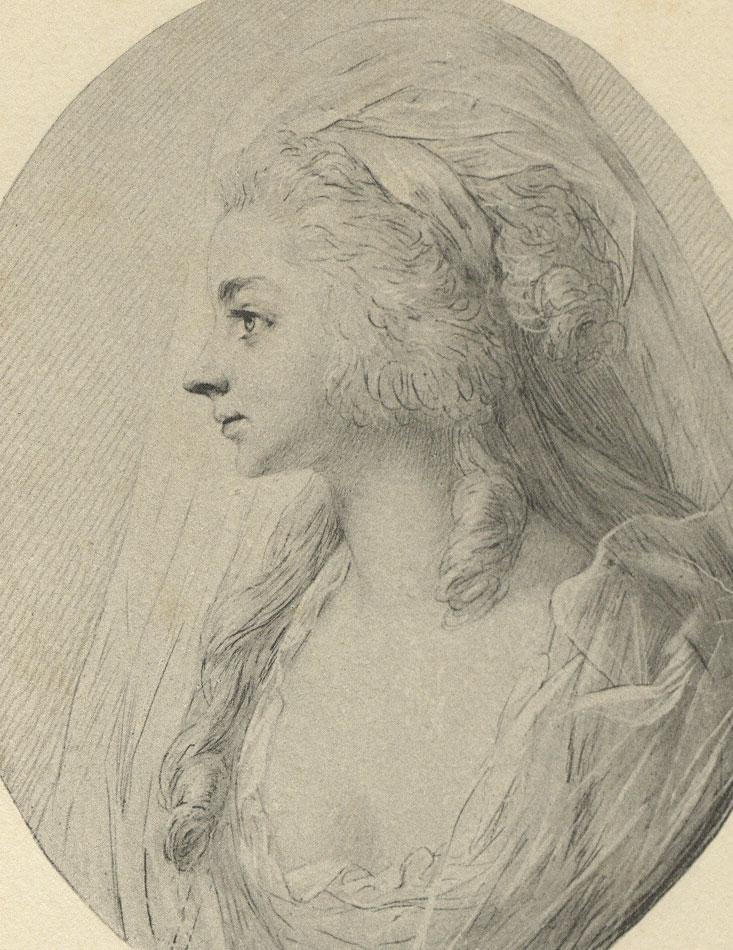
Zeichnung von Anton Graff (1786)

Sara Levy, geboren als Sara Itzig (geboren 19. Juni 1761 in Berlin; gestorben 11. Mai 1854 in Berlin) war eine deutsche Cembalistin, Mäzenin und Musikaliensammlerin. Ihr Salon war der Treffpunkt der bedeutendsten Musiker und Gelehrten Berlins, und sie ist vor allem auch als Philanthropin bekannt geworden.

## Leben
Sara Itzig war das zehnte von fünfzehn Kindern des vermögenden jüdisch-preußischen Hoffaktors und Bankiers Daniel Itzig und der Mariane (Miriam), geb. Wulff, zudem die Schwester von Fanny von Arnstein, Cäcilie von Eskeles (Zippora Wulff) und Bella Salomon, der Großmutter Fanny Hensels und Felix Mendelssohn Bartholdys. Sie war eine hochbegabte Cembalistin, Lieblingsschülerin Wilhelm Friedemann Bachs von 1774 bis 1784 sowie von Moses Mendelssohn und nach ihrer Heirat mit dem Bankier Samuel Salomon Levy (1760–1806) im Jahre 1783 eine Verehrerin und Patronin Carl Philipp Emanuel Bachs. Sie unterstützte seine Witwe und subskribierte zusammen mit dreien ihrer Brüder alle seine gedruckten Werke.
Abraham Mendelssohn Bartholdy, der Gatte ihrer Nichte Lea, kannte Carl Friedrich Zelter seit seiner Kindheit, da dieser im Hause seines Vaters Moses Mendelssohn verkehrte. Sara Levy drang darauf, dass Zelter der Lehrer von Abrahams älteren Kindern, Fanny und Felix, wurde. Von ihr erhielt Zelter manche wertvollen Handschriften von Kompositionen der Bach-Familie zum Geschenk. Zudem hat sie in ihrem Testament ihre umfangreiche und kostbare, aus Handschriften und Erstdrucken bestehende Musikbibliothek der Singakademie vermacht. 1854, unmittelbar nach ihrem Tod, wurden diese Schätze aus Geldnot an die Berliner Staatsbibliothek für einen Schleuderpreis verkauft. Aber schon zu Lebzeiten hatte sie der Singakademie große Teile ihrer Notensammlung zur Verfügung gestellt.
In ihrem Salon verkehrten die bedeutendsten Musiker und Gelehrten Berlins, darunter Friedrich Schleiermacher, August Adolph von Hennings, Heinrich Steffens und Bettina von Arnim. Bei den Soireen in ihrem Salon wurde die Musik Johann Sebastian Bachs gepflegt, die in jenen Jahren nicht mehr modern war. Sie selbst saß dabei am Flügel und spielte, von einem Orchester begleitet, nur Werke der Familie Bach.
Sara Levy wird von ihren Zeitgenossen, unter anderem Louis Pierre Edouard Bignon, dem Gesandten Napoleons, als hochgebildete, charakterfeste und überaus wohltätige Frau geschildert. Sie setzte sich für die Berliner Waisenhäuser ein und vermachte diesen nach ihrem Tod 20.000 Taler. Anders als die meisten ihrer Verwandten, die zum Christentum konvertierten, blieb sie dem jüdischen Glauben zeit ihres Lebens treu.
Musik und Philosophie bildeten ihre Hauptinteressen. Sie hatte keine Kinder, kümmerte sich jedoch um einige ihrer Neffen und Nichten, darunter, neben den Mendelssohn-Kindern, um den späteren Juristen Julius Eduard Hitzig und den Münzsammler Benoni Friedländer.